# خوتا پودوشتسا
خوتا پودوشتسا (به لهستانی:  Huta Podłysica) یک روستا در لهستان است که در گمینا بیلینه واقع شده‌است. خوتا پودوشتسا ۵۹۰ نفر جمعیت دارد.